# Elżbieta Starostecka
Elżbieta Starostecka (ur. 6 października 1943 w Rogach) – polska aktorka filmowa i teatralna, piosenkarka.
Elżbieta Starostecka zdobyła uznanie publiczności rolą Stefanii Rudeckiej w filmie Trędowata (1976) Jerzego Hoffmana, adaptacji powieści Trędowata (1909) Heleny Mniszkówny.

## Życiorys

### Teatr
Jest absolwentką V Liceum Ogólnokształcącego im. Andrzeja Struga w Gliwicach. W 1965 roku ukończyła z wyróżnieniem Wydział Aktorski Państwowej Wyższej Szkoły Filmowej, Telewizyjnej i Teatralnej im. Leona Schillera w Łodzi, a dyplom uzyskała sześć lat później, w 1971 roku. Zadebiutowała 30 października 1965 roku na deskach Teatru im. Wojciecha Bogusławskiego w Kaliszu w sztuce Henryk VI na łowach Wojciecha Bogusławskiego. Aktorka była związana z tym teatrem przez dwa lata i wystąpiła m.in. w komedii Moliera Szelmostwa Skapena oraz O krasnoludkach i o sierotce... Marii Konopnickiej. W 1966 roku została zaangażowana w Teatrze Nowym w Łodzi, z którym współpracowała do 1972 roku. Zagrała m.in. w Ślubach panieńskich, Mężu i żonie Aleksandra Fredry i Prometeuszu Jerzego Andrzejewskiego. W 1972 roku przeszła do Teatru Rozmaitości w Warszawie, gdzie wystąpiła m.in. w komedii Jarosława Iwaszkiewicza Lato w Nohant, Nagim królu Eugeniusza Szwarca, Śnie Felicji Kruszewskiej oraz Cieniu Wojciecha Młynarskiego. W 1980 roku przeniosła się do Teatru Ateneum, z którym związana była do 2008 roku. Ostatni raz pojawiła się na deskach tego teatru w 2003 roku w sztuce Pan inspektor przyszedł Johna Boyntona Priestley. Ponadto wystąpiła w ponad dwudziestu spektaklach Teatru Telewizji.

### Film
W filmie zadebiutowała w 1964 roku rolą w obrazie Wandy Jakubowskiej Koniec naszego świata. Początkowo grała drugoplanowe lub epizodyczne postacie, m.in. w Lalce Wojciecha Jerzego Hasa czy Piekło i niebo Stanisława Różewicza. Przełomem była rola w filmie Rzeczpospolita babska Hieronima Przybyła. W 1973 roku wystąpiła w serialu telewizyjnym Czarne chmury. W 1975 roku zagrała w filmie Jerzego Antczaka Noce i dnie oraz w serialu, będącym telewizyjną wersją filmu kinowego. Aktorka uważa te dwie role za najważniejsze w swojej karierze. Rola Stefci Rudeckiej w filmie Trędowata przyniosła jej nagrodę Złotego Grona na Lubuskim Lecie Filmowym. W 1979 roku wystąpiła w komedii kryminalnej Skradziona kolekcja, a trzy lata później w serialu produkcji NRD Hotel Polanów i jego goście, w którym stworzyła dojrzałą rolę kobiety doświadczonej życiem. W latach 80. wycofała się z życia filmowego i przestała zabiegać o role filmowe. Ostatnią rolą filmową, którą zagrała przed dłuższą przerwą był epizod w Przypadku Pekosińskiego w 1993 roku. Na ekran wróciła w roku 2023 rolą Eleonory w filmie Uwierz w Mikołaja.

### Kariera muzyczna
Starostecka nagrała kilka piosenek, między innymi Za rok, może dwa, z którą wystąpiła na festiwalu w Opolu w 1978 roku oraz  Precz z moich oczu pochodzącą z filmu Trędowata do słów Adama Mickiewicza. Nagrała także płytę Kolędy w aranżacji Włodzimierza Korcza. Na płycie Piosenki jeszcze Starszych Panów można usłyszeć cztery piosenki w wykonaniu Starosteckiej.
W 1981 roku wzięła udział w nagraniu bajki muzycznej Wyprawa Tapatików autorstwa Marty Tomaszewskiej.

### Rodzina
Pradziadek aktorki Wojciech Doktorowicz pochodził z Litwy. Jej dwaj wujowie zginęli podczas II wojny światowej.
Jest żoną Włodzimierza Korcza, kompozytora, z którym ma syna Kamila Jerzego (ur. 1971) oraz córkę Annę Marię (ur. 1982). Mieszka w Warszawie, na Żoliborzu.

## Filmografia
| Filmy |                                     |                                             |                          |
| Rok   | Tytuł                               | Rola                                        | Uwagi                    |
| 1964  | Koniec naszego świata               | Julia Stein                                 | debiut filmowy           |
| 1964  | Panienka z okienka                  | nimfa w przedstawieniu                      | niewymieniona w napisach |
| 1964  | Echo                                | Krysia Górkówna                             | niewymieniona w napisach |
| 1966  | Piekło i niebo                      | anioł stróż dziadka                         |                          |
| 1966  | Pieczone gołąbki                    | dziennikarka                                | niewymieniona w napisach |
| 1968  | Lalka                               | Ewelina, żona barona Dalskiego              |                          |
| 1969  | Rzeczpospolita babska               | plutonowy Jadwiga Rymarczyk                 |                          |
| 1969  | Jak rozpętałem drugą wojnę światową | piosenkarka w tawernie                      | część 1 pt. „Ucieczka”   |
| 1970  | Prom                                | Hanka, córka Walczaka                       |                          |
| 1975  | Noce i dnie                         | Teresa Ostrzeńska-Kociełło, siostra Barbary |                          |
| 1976  | Trędowata                           | Stefcia Rudecka                             |                          |
| 1979  | Skradziona kolekcja                 | Janka Powsińska, przyjaciółka Joanny        |                          |
| 1993  | Przypadek Pekosińskiego             | pani Wanda                                  |                          |
| 2023  | Uwierz w Mikołaja                   | Eleonora                                    |                          |

| Produkcje telewizyjne |                              |                                             | |
| Rok                   | Tytuł                        | Rola                                        | Uwagi |
| 1967                  | Zmartwychwstanie Offlanda    | odwiedzająca cmentarz                       | film telewizyjny |
| 1968                  | Don Juan                     | Hania                                       | spektakl telewizyjny |
| 1969                  | Księżycowe ptaki             | córka Chamberta                             | spektakl telewizyjny |
| 1971                  | Ministerstwo strachu         | Anna Hilfe                                  | spektakl telewizyjny |
| 1973                  | Wodewil warszawski           | Zosia                                       | widowisko telewizyjne |
| 1973                  | Świerszcz za kominem         | Berta                                       | spektakl telewizyjny |
| 1973                  | Maskarada                    | Nina                                        | spektakl telewizyjny |
| 1973                  | Czarne chmury                | Anna Ostrowska                              | serial telewizyjny, odcinki: 5-10 |
| 1974                  | Uciekła mi przepióreczka     | Smugoniowa                                  | spektakl telewizyjny |
| 1974                  | Ondyna                       | Ondyna                                      | spektakl telewizyjny |
| 1974                  | Małżeństwo Antoniny          | Tonia                                       | spektakl telewizyjny |
| 1974                  | Don Juan czyli Kamienny gość | Elwira                                      | spektakl telewizyjny |
| 1975                  | Wieczór trzech króli         | Viola / Sebastian                           | spektakl telewizyjny, podwójna rola |
| 1975                  | Amfitrion 38                 | Alkmena                                     | spektakl telewizyjny |
| 1976                  | Most                         | Helena                                      | spektakl telewizyjny |
| 1977                  | Noce i dnie                  | Teresa Ostrzeńska-Kociełło, siostra Barbary | serial telewizyjny, odcinki: 1, 2 |
| 1978                  | Mąż i żona                   | Elwira, żona Wacława                        | spektakl telewizyjny |
| 1982                  | Hotel Polanów i jego goście  | Esther Polan                                | serial telewizyjny |
| 1991                  | Jej mężowie                  | Wiktoria                                    | spektakl telewizyjny |
| 1994                  | Pierścień czarodzieja        | nauczycielka                                | spektakl telewizyjny |
| 2001                  | Więzy krwi                   | Barbara, matka Ewy Kocharskiej              | serial telewizyjny, nazwisko aktorki początkowo pojawiało się w napisach telenoweli, ale ostatecznie ani razu nie pojawiła się na ekranie |
| 2012–2014             | Lekarze                      | Krystyna Keller, matka Maksa                | serial telewizyjny |

| Dubbing |                    |                            |                          |
| Rok     | Tytuł              | Rola                       | Uwagi                    |
| 1968    | Tabliczka marzenia | Jadzia, przyjaciółka Ludki | niewymieniona w napisach |

## Nagrody i odznaczenia
- Srebrny Gwóźdź – nagroda w plebiscycie popularności (1976)
- Złote Grono za rolę Stefci Rudeckiej podczas Lubuskiego Lata Filmowego w filmie Trędowata (1977)
- Nagroda Przewodniczącego ds. Radia i Telewizji za wybitną współpracę artystyczną z Radiem i Telewizją (1979)
- Zasłużony Działacz Kultury (1988)
- 2013 – Nagroda Heroiny Polskiego Kina 2013[18]
- 2013 – Srebrny Medal „Zasłużony Kulturze Gloria Artis”
- Złoty Anioł na Międzynarodowym Festiwalu Filmowym BellaTOFIFEST Toruń 2025[19]